# Ctenocidaridae
De Ctenocidaridae zijn een familie van zee-egels uit de orde Cidaroida.

## Geslachten
- Aporocidaris A. Agassiz & H.L. Clark, 1907
- Ctenocidaris Mortensen, 1910
- Homalocidaris Mortensen, 1928
- Notocidaris Mortensen, 1909
- Rhynchocidaris Mortensen, 1909